# Levallois-Perret
Levallois-Perret är en kommun i departementet Hauts-de-Seine i regionen Île-de-France i norra Frankrike. Kommunen är chef-lieu över två kantoner som tillhör arrondissementet Nanterre. År 2022 hade Levallois-Perret 68 412 invånare.
Levallois-Perret ligger i de nordväsliga förorterna till Paris ca 6,4 km från Paris centrum.

## Befolkningsutveckling
Antalet invånare i kommunen Levallois-Perret
| Referens: INSEE |

## Kända personer
- Didier Drogba